# Александер Нокс
Александер Нокс (енгл. Alexander Knox) је био канадски глумац, рођен 16. јануара 1907. године у Стратроју (Канада), а преминуо је 25. априла 1995. године у Берику на Твиду, Нортамберланд (Енглеска).

## Филмографија
| Улоге Александер Нокс |              |               |                                 |          |
| Година                | Српски назив | Изворни назив | Улога                           | Напомена |
| 1962.                 | Најдужи дан  |               | генерал-мајор Волтер Бедел Смит |          |